# Atletismo nos Jogos Olímpicos de Verão de 2012 - Heptatlo feminino
A competição do heptatlo feminino nos Jogos Olímpicos de Verão de 2012 aconteceu nos dias 3 e 4 de agosto no Estádio Olímpico de Londres.
Jessica Ennis, da Grã-Bretanha, conquistou a medalha de ouro com o total de 6955 pontos.
Em 29 de novembro de 2016, o Tribunal Arbitral do Esporte anulou todos os resultados obtidos pela russa Tatyana Chernova entre agosto de 2011 e julho de 2013 por violações de doping, consequentemente perdendo a medalha de bronze em Londres. A medalha foi realocada a lituana Austra Skujytė.

## Calendário
Horário local (UTC+1).
| Data        | Horário | Fase                |
| ----------- | ------- | ------------------- |
| 3 de agosto | 10:05   | 100 m com barreiras |
| 3 de agosto | 11:15   | Salto em altura     |
| 3 de agosto | 19:00   | Arremesso de peso   |
| 3 de agosto | 20:45   | 200 metros          |
| 4 de agosto | 10:05   | Salto em distância  |
| 4 de agosto | 12:05   | Lançamento de dardo |
| 4 de agosto | 20:35   | 800 metros          |

## Medalhistas
| Ouro   | GBR Jessica Ennis     |
| Prata  | GER Lilli Schwarzkopf |
| Bronze | LTU Austra Skujytė    |

## Recordes
Antes desta competição, os recordes mundiais e olímpicos da prova eram os seguintes:
| Tipo | Atleta               | Pontos | Local | Data                   |
| ---- | -------------------- | ------ | ----- | ---------------------- |
|      | Jackie Joyner-Kersee | 7291   | Seul  | 24 de setembro de 1988 |
|      | Jackie Joyner-Kersee | 7291   | Seul  | 24 de setembro de 1988 |

## Resultados

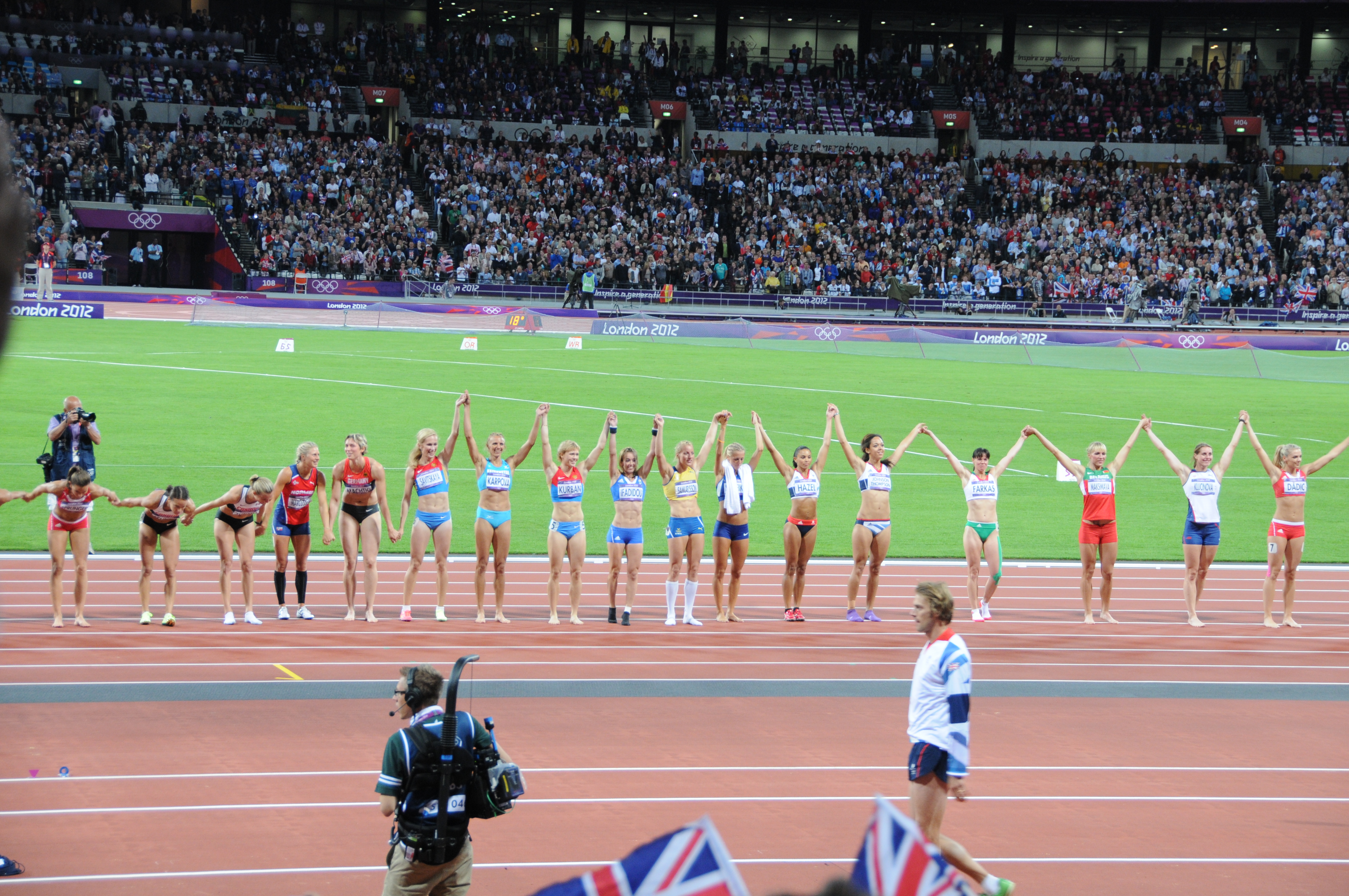
Participantes do heptatlo saúdam o público.

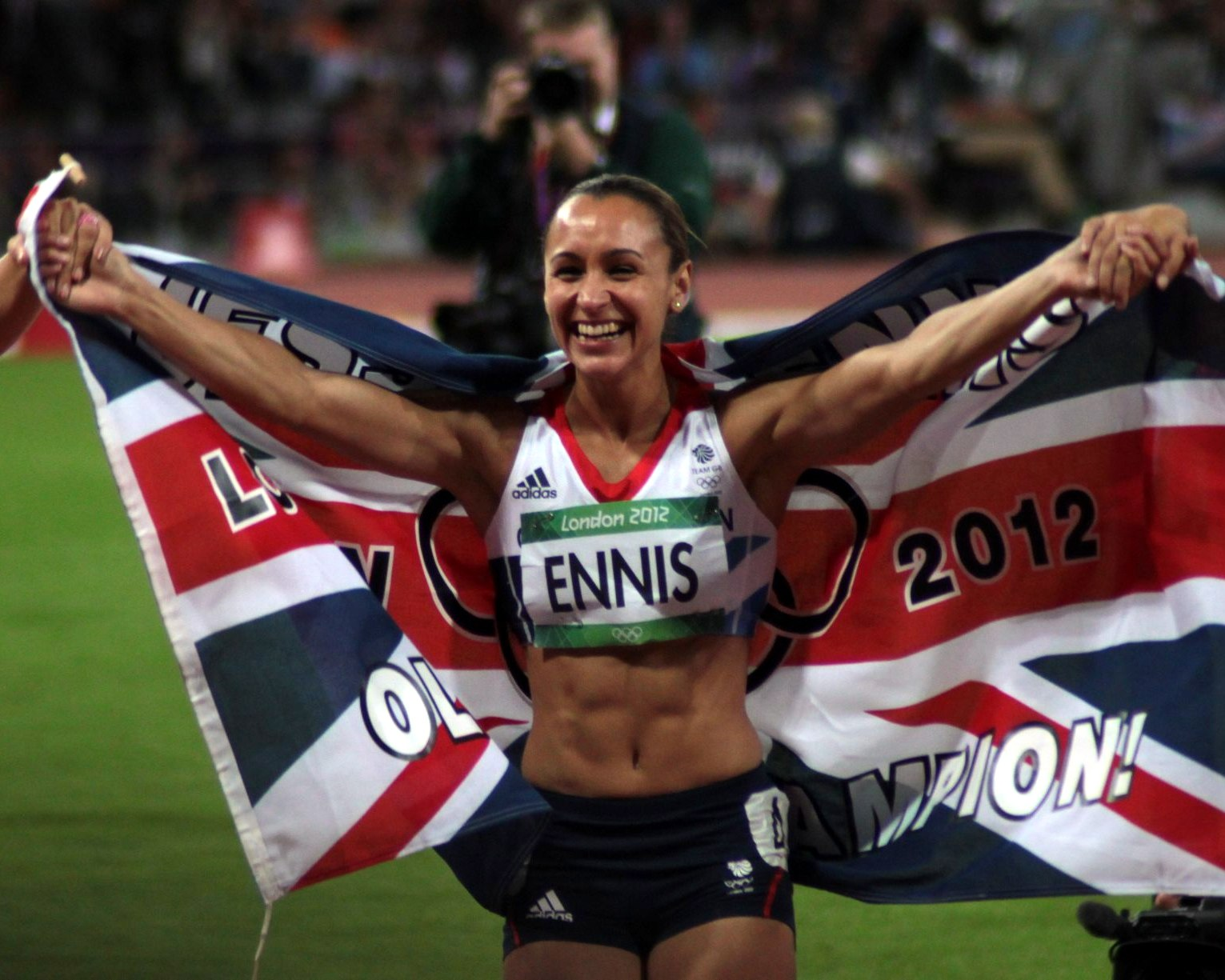
Jessica Ennis comemora a conquista da medalha de ouro.

| Pos. | Nome                           | Total de pontos | 100 m B      | SA          | AP           | 200 m         | SD          | LD          | 800 m       |
| ---- | ------------------------------ | --------------- | ------------ | ----------- | ------------ | ------------- | ----------- | ----------- | ----------- |
| 01 ! | GBR Jessica Ennis              | 6955            | 1195 12.54 s | 1054 1.86 m | 813 14.28 m  | 1096 22.83 s  | 1001 6.48 m | 812 47.49 m | 984 2:08.65 |
| 02 ! | GER Lilli Schwarzkopf          | 6649            | 1086 13.26 s | 1016 1.83 m | 845 14.77 m  | 908 24.77 s   | 943 6.30 m  | 894 51.73 m | 957 2:10.50 |
| 03 ! | LTU Austra Skujytė             | 6599            | 978 14.00 s  | 1132 1.92 m | 1016 17.31 m | 848 25.43 s   | 927 6.25 m  | 882 51.13 m | 816 2:20.59 |
| 4    | FRA Antoinette Nana Djimou Ida | 6576            | 1130 12.96 s | 978 1.80 m  | 811 14.26 m  | 913 24.72 s   | 890 6.13 m  | 974 55.87 m | 912 2:13.62 |
| 5    | CAN Jessica Zelinka            | 6480            | 1178 12.65 s | 830 1.68 m  | 848 14.81 m  | 1047 23.32 s  | 822 5.91 m  | 778 45.75 m | 977 2:09.15 |
| 6    | RUS Kristina Savitskaya        | 6452            | 1069 13.37 s | 1016 1.83 m | 845 14.77 m  | 937 24.46 s   | 915 6.21 m  | 738 43.70 m | 932 2:12.27 |
| 7    | LAT Laura Ikauniece            | 6414            | 1020 13.71 s | 1016 1.83 m | 704 12.64 m  | 965 24.16 s   | 890 6.13 m  | 885 51.27 m | 934 2:12.13 |
| 8    | UKR Hanna Melnychenko          | 6392            | 1077 13.32 s | 978 1.80 m  | 725 12.96 m  | 972 24.09 s   | 975 6.40 m  | 742 43.86 m | 923 2:12.90 |
| 9    | CAN Brianne Theisen            | 6383            | 1080 13.30 s | 1016 1.83 m | 720 12.89 m  | 947 24.35 s   | 853 6.01 m  | 792 46.47 m | 975 2:09.27 |
| 10   | NED Dafne Schippers            | 6324            | 1053 13.48 s | 978 1.80 m  | 772 13.67 m  | 1096 22.83 s  | 937 6.28 m  | 603 36.63 m | 885 2:15.52 |
| 11   | NED Nadine Broersen            | 6319            | 1030 13.64 s | 1054 1.86 m | 765 13.57 m  | 875 25.13 s   | 831 5.94 m  | 899 51.98 m | 865 2:16.98 |
| 12   | SWE Jessica Samuelsson         | 6300            | 1039 13.58 s | 941 1.77 m  | 806 14.18 m  | 957 24.25 s   | 905 6.18 m  | 706 42.02 m | 946 2:11.31 |
| 13   | GBR Katarina Johnson-Thompson  | 6267            | 1053 13.48 s | 1093 1.89 m | 616 11.32 m  | 1007 23.73 s  | 908 6.19 m  | 636 38.37 m | 954 2:10.76 |
| 14   | USA Sharon Day                 | 6232            | 1040 13.57 s | 941 1.77 m  | 813 14.28 m  | 946 24.36 s   | 804 5.85 m  | 742 43.90 m | 946 2:11.31 |
| 15   | BLR Yana Maksimava             | 6198            | 983 13.97 s  | 1093 1.89 m | 800 14.09 m  | 848 25.43 s   | 846 5.99 m  | 712 42.33 m | 916 2:13.37 |
| 16   | CZE Eliška Klučinová           | 6109            | 977 14.01 s  | 978 1.80 m  | 723 12.93 m  | 887 25.00 s   | 890 6.13 m  | 776 45.65 m | 878 2:16.08 |
| 17   | SUI Ellen Sprunger             | 6107            | 1072 13.35 s | 867 1.71 m  | 702 12.62 m  | 1020 23.59 s  | 813 5.88 m  | 776 45.63 m | 857 2:17.54 |
| 18   | RUS Olga Kurban                | 6084            | 1041 13.46 s | 978 1.80 m  | 775 13.71 m  | 992 23.88 s   | 798 5.83 m  | 674 40.36 m | 826 2:19.82 |
| 19   | FRA Marisa De Aniceto          | 6030            | 1015 13.74 s | 867 1.71 m  | 733 13.09 m  | 863 25.26 s   | 777 5.76 m  | 899 51.98 m | 876 2:16.20 |
| 20   | HUN Györgyi Farkas             | 6013            | 932 14.33 s  | 978 1.80 m  | 764 13.55 m  | 822 25.72 s   | 871 6.07 m  | 793 46.52 m | 853 2:17.83 |
| 21   | EST Grit Šadeiko               | 6013            | 1050 13.50 s | 903 1.74 m  | 690 12.43 m  | 957 24.25 s   | 883 6.11 m  | 747 44.12 m | 783 2:23.01 |
| 22   | GRE Sofia Ifadidou             | 5947            | 1004 13.82 s | 830 1.68 m  | 725 12.96 m  | 805 25.91 s   | 792 5.81 m  | 995 56.96 m | 796 2:22.03 |
| 23   | AUT Ivona Dadic                | 5935            | 898 14.58 s  | 978 1.80 m  | 674 12.19 m  | 953 24.29 s   | 850 6.00 m  | 702 41.82 m | 880 2:15.90 |
| 24   | NZL Sarah Cowley               | 5873            | 985 13.95 s  | 978 1.80 m  | 686 12.37 m  | 833 25.60 s   | 850 6.00 m  | 704 41.90 m | 837 2:19.01 |
| 25   | GBR Louise Hazel               | 5856            | 1053 13.48 s | 724 1.59 m  | 715 12.81 m  | 935 24.48 s   | 780 5.77 m  | 809 47.38 m | 840 2:18.78 |
| 26   | NOR Ida Marcussen              | 5846            | 967 14.08 s  | 830 1.68 m  | 811 14.26 m  | 873 25.15 s   | 795 5.82 m  | 711 42.26 m | 912 2:13.62 |
| 27   | USA Chantae McMillan           | 5688            | 1052 13.49 s | 830 1.68 m  | 856 14.92 m  | 864 25.25 s   | 663 5.37 m  | 856 49.78 m | 567 2:40.55 |
| 28   | GER Jennifer Oeser             | 5455            | 1062 13.42 s | 978 1.80 m  | 805 14.16 m  | 944 24.39 s   | 871 6.07 m  | 795 46.61 m | 0 DNF       |
| 29   | GER Julia Mächtig              | 5338            | 903 14.54 s  | 830 1.68 m  | 860 14.99 m  | 852 25.38 s s | 322 4.06 m  | 752 44.40 m | 819 2:20.34 |
| 30   | KAZ Irina Karpova              | 5319            | 949 14.21 s  | 830 1.68 m  | 640 11.68 m  | 849 25.42 s   | 759 5.70 m  | 586 35.75 m | 706 2:28.93 |
| —    | USA Hyleas Fountain            | DNF             | 1170 12.70 s | 1054 1.86 m | 660 11.99 m  | 1016 23.64 s  | 865 6.05 m  | 319 21.60 m | DNS         |
| —    | NGR Uhunoma Osazuwa            | DNF             | 1056 13.46 s | 941 1.77 m  | 712 12.77 m  | 922 24.62 s   | 771 5.74 m  | DNS         |             |
| —    | POL Karolina Tymińska          | DNF             | 1091 13.22 s | 830 1.68 m  | 777 13.74 m  | 1009 23.71 s  | NM          | DNS         |             |
| —    | UKR Natalya Dobrynska          | DNF             | 1040 13.57 s | 1016 1.83 m | 864 15.05 m  | 915 24.69 s   | 242 3.70 m  | DNS         |             |
| —    | BEL Sara Aerts                 | DNF             | 1133 12.94 s | 795 1.65 m  | 823 14.43 m  | DNF           | DNS         | DNS         |             |
| —    | LAT Aiga Grabuste              | DNF             | 1028 13.65 s | 941 1.77 m  | 762 13.52 m  | DNS           | DNS         | DNS         |             |
| —    | GHA Margaret Simpson           | DNS             | DNS          | DNS         | DNS          | DNS           |             |             |             |
| DSQ  | RUS Tatyana Chernova           | 6628            | 1053 13.48 s | 978 1.80 m  | 805 14.17 m  | 1013 23.67 s  | 1020 6.54 m | 788 46.49 m | 971 2:09.56 |
| DSQ  | UKR Lyudmyla Yosypenko         | 6618            | 1087 13.25 s | 1016 1.83 m | 787 13.90 m  | 1012 23.68 s  | 946 6.31 m  | 853 49.63 m | 917 2:13.28 |

Legenda
| Recorde mundial      | Recorde mundial (World record)               |                       | Recorde africano                      | Recorde africano (African) |                                           | Q | Classificado por posição (Qualified) |
| Recorde olímpico     | Recorde olímpico (Olympic record)            | Recorde da América    | Recorde da América (Americas)         | q                          | Classificado por melhor tempo (Qualified) |   |                                      |
| Melhor marca do ano  | Melhor marca do ano (World leading)          | Recorde asiático      | Recorde asiático (Asian)              | DNS                        | Não largou (Did not start)                |   |                                      |
| Recorde nacional     | Recorde nacional (National record)           | Recorde europeu       | Recorde europeu (European)            | DNF                        | Não terminou (Did not finish)             |   |                                      |
| Recorde pessoal      | Recorde pessoal do atleta (Personal best)    | Recorde da Oceania    | Recorde da Oceania (Oceania)          | DSQ / DQ                   | Desclassificado (Disqualified)            |   |                                      |
| Recorde da temporada | Recorde da temporada do atleta (Season best) | Recorde sul-americano | Recorde sul-americano (South America) | NM                         | Sem marca (No mark)                       |   |                                      |